# Radnice v Sušici

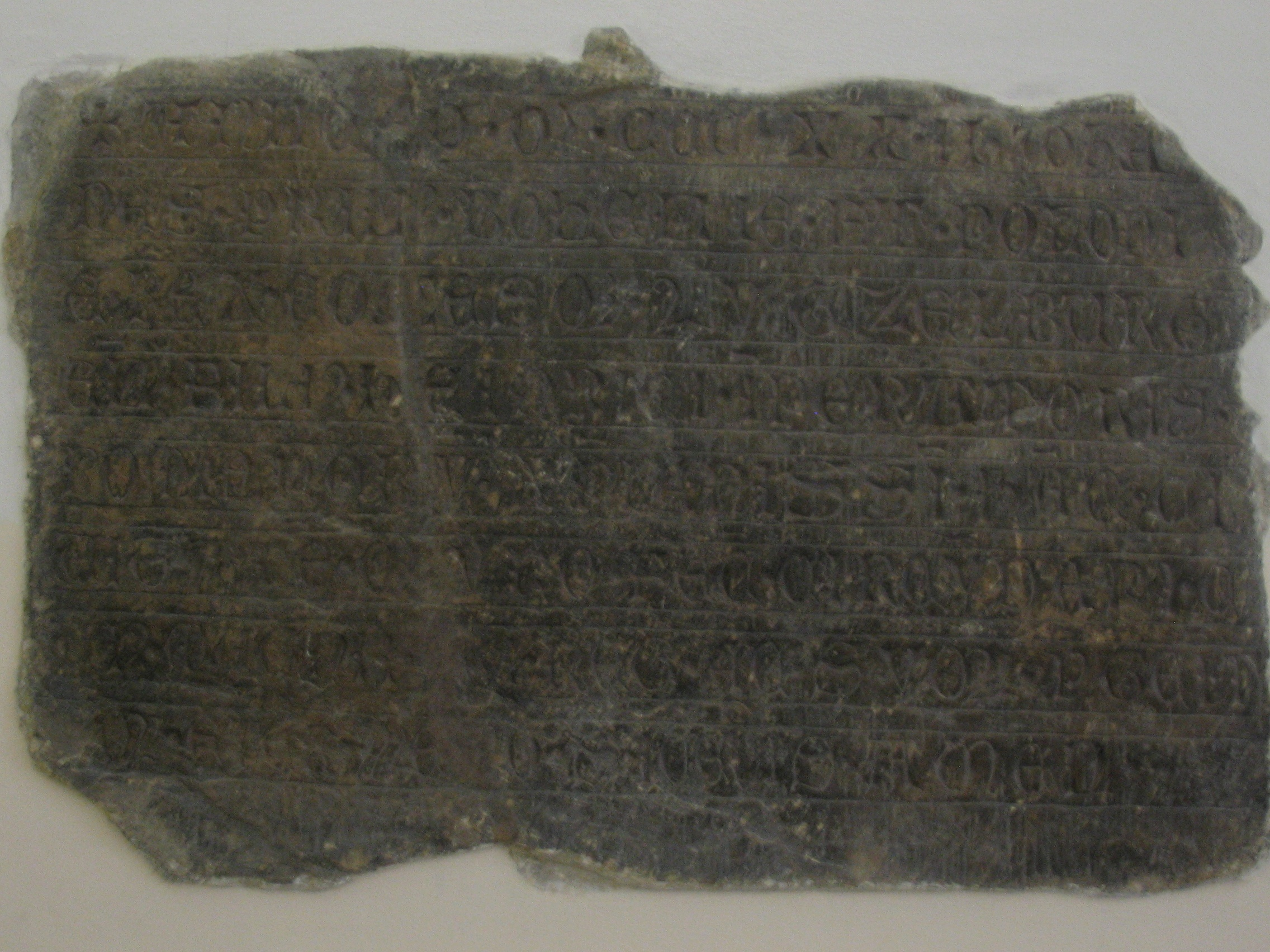
Deska připomínající vystavění městských hradeb. Stojí zde (latinsky): „Léta Páně 1322 Jan L. český a polský král, a hrabě lucemburský, syn Jindřicha, císaře římského nejkřesťanštějšího, dal toto město obehnat hradbou, kteréhošto vznešeného krále a jeho potomků věčná památka budiž na nebesích. Amen.“

Sušická radnice se nachází přibližně uprostřed obdélníkového náměstí Svobody v centru města Sušice. Pochází z konce 16. století, ale až v polovině 19. století získala zhruba svou dnešní podobu. Její dominantou je 31 m vysoká věž, která je přístupná veřejnosti (o vstup je třeba požádat v informačním centru). Je chráněn jako kulturní památka České republiky.

## Historie
V 16. století Sušice opakovaně vyhořela. Město však díky příjmům z obchodu nemělo nouzi o finanční prostředky a po požáru v roce 1592 byla na náměstí postavena nová radnice v renesančním slohu. Někteří místní humanisté ji (konkrétně věž a orloj) obdivovali natolik, že o ní psali básně. Tato podoba se však nedochovala, budovu značně poničil velký požár v roce 1707.
Rekonstrukci radnice (a také kostela sv. Václava) po této katastrofě vedl italský stavitel Carlo Zanetti. Nová stavba byla větší než renesanční radnice, kvůli získání prostoru stavbě ustoupily některé sousední domy a také původní gotická radnice. Výraznou proměnu znamenala přestavba v letech 1850 – 1851, kdy budova získala zhruba dnešní podobu.. V roce 1898 odstranil stavitel Rajmund Denk renesanční okna a klasicistní štíty, což byla poslední velká změna. V letech 2002 – 2004 byla radnice kompletně zrekonstruována.
V současnosti v budově sídlí Městský úřad, Městská policie a Městské informační centrum.

## Pozoruhodnosti uvnitř
Ve zdi ve vestibulu je od 19. století umístěna kamenná deska Jana Lucemburského, která připomíná vybudování městských hradeb v roce 1322. Byla sem přenesena z Velké brány, městské opevnění bylo v této době bouráno.
Na levém nároží se dochoval zvonek Planýř, který sloužil k ohlašování požárů.
Značný význam při objevování stop historie měla rekonstrukce v letech 2002 – 2004. Při ní se zjistilo, že nosné zdi jsou od požáru v roce 1707 stále poškozeny, byly nalezeny například několikacentimetrové praskliny. V prvním patře byly odkryty malby převážně z 19. století a renesanční klenba bývalé radniční kaple.

## Fotogalerie

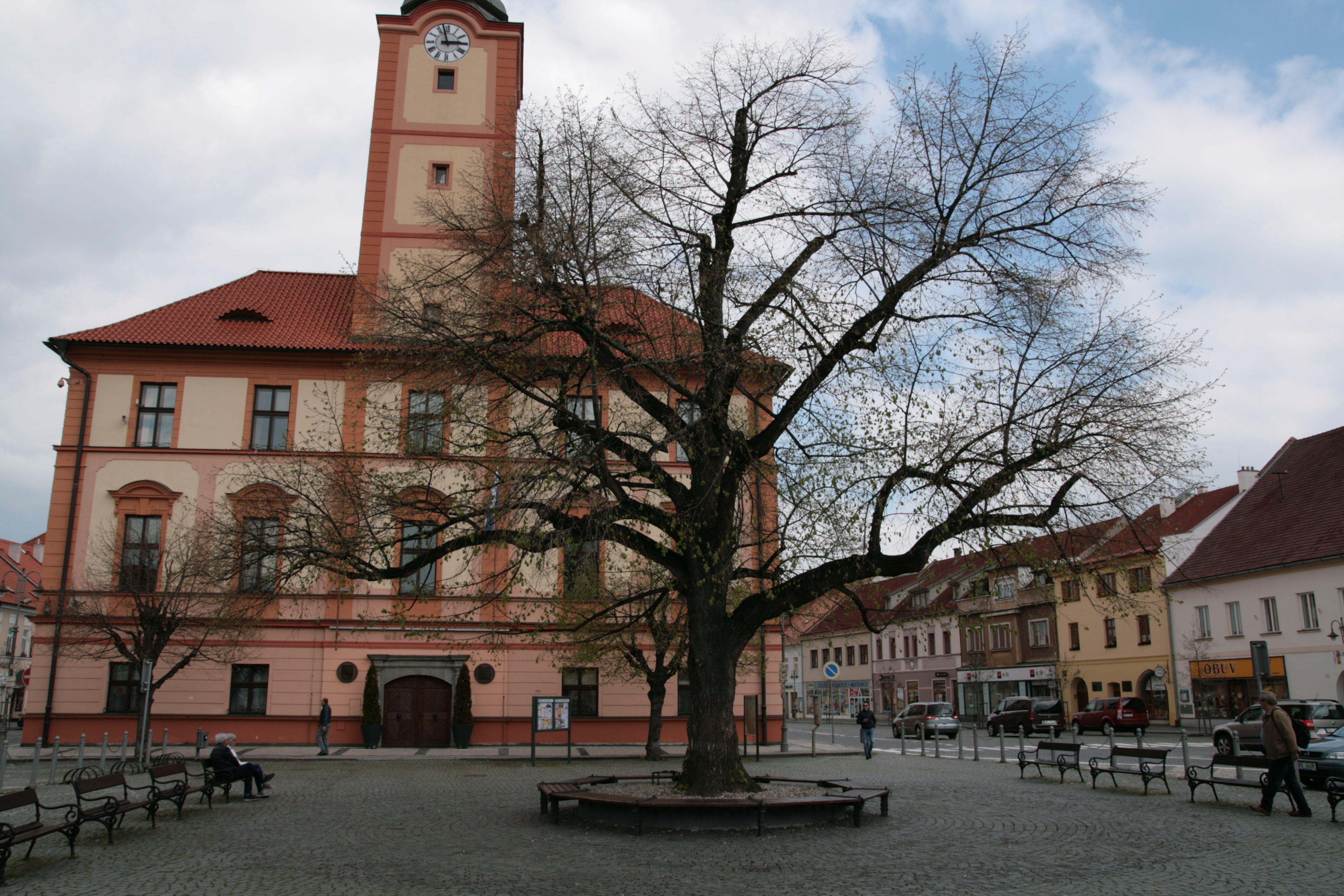
Lípa svobody před radnicí
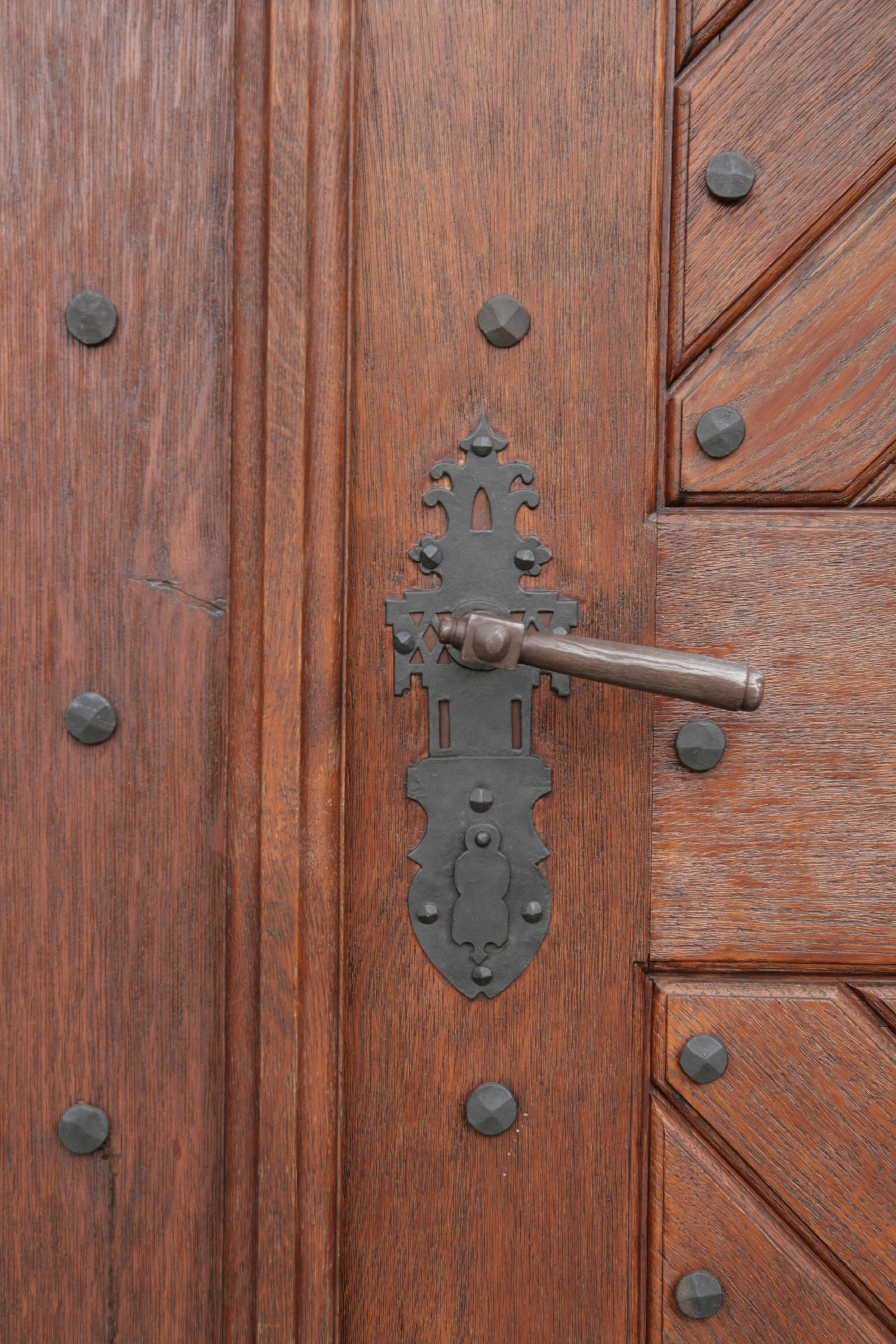
Klika vchodových dveří radnice
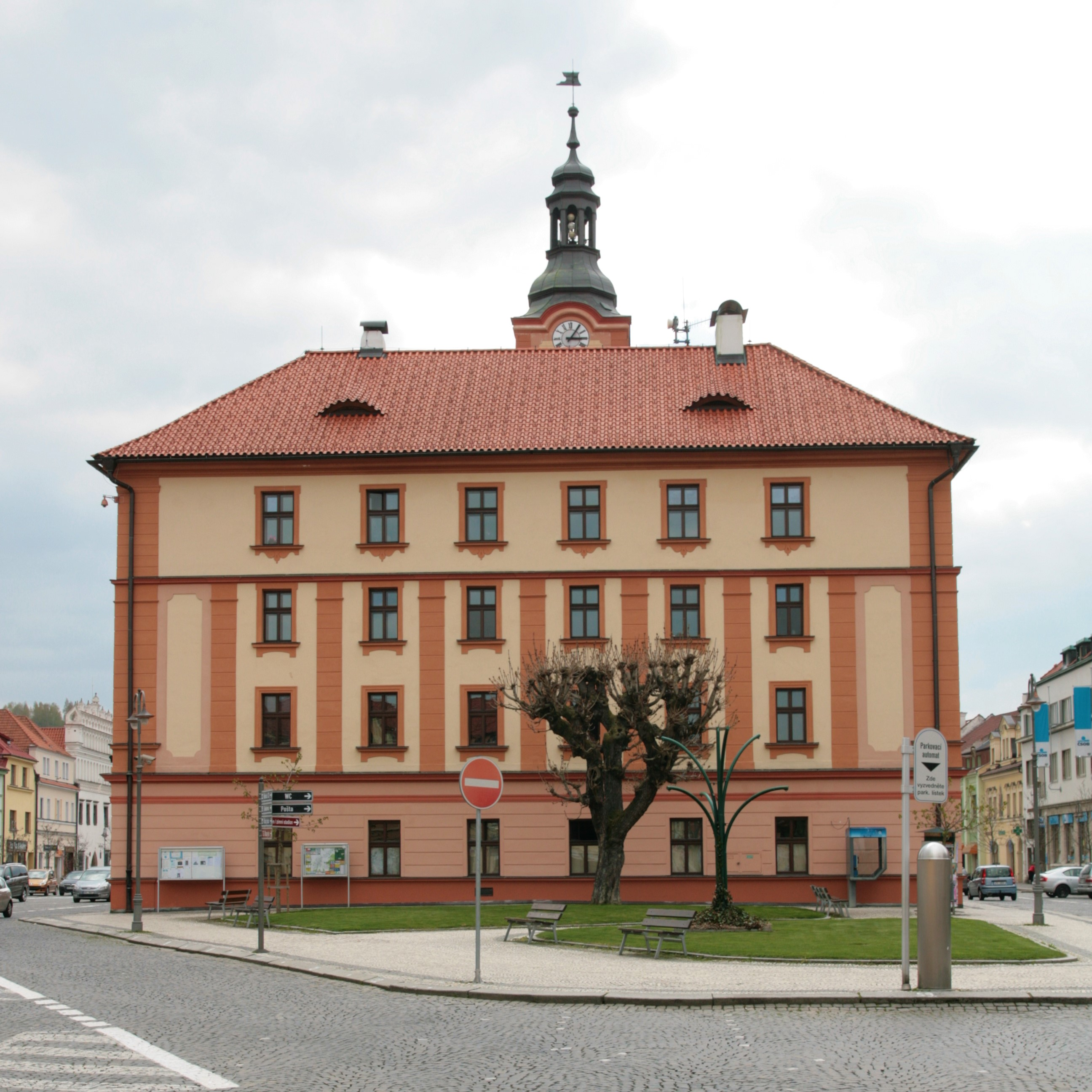
Radnice zezadu